# Колмаков (хутор)
Колмаков — хутор в Суджанском районе Курской области. Входит в состав Махновского сельсовета.

## География
Хутор находится на реке Смердица (приток Суджи), в 86 км к юго-западу от Курска, в 5,5 км к юго-востоку от районного центра — города Суджа, в 3 км от центра сельсовета  — села Махновка.
Улицы
В хуторе улицы Заречная и Центральная.
Климат
Колмаков, как и весь район, расположен в поясе умеренно континентального климата с тёплым летом и относительно тёплой зимой (Dfb в классификации Кёппена).

## Население
| 2002 | 2010 |
| ---- | ---- |
| 107  | ↘79  |

## Инфраструктура
Личное подсобное хозяйство. В хуторе 47 домов.

## Транспорт
Колмаков находится в 5,5 км от автодороги регионального значения 38К-004 (Дьяконово — Суджа — граница с Украиной, на автодороге 38К-028 (Обоянь — Суджа), в 0,3 км от автодороги межмуниципального значения 38Н-515 (38К-028 — Махновка — Плёхово — Уланок), в 1 км от автодороги 38Н-518 (38К-028 — Русская Конопелька), в 2,5 км от автодороги 38Н-521 (38К-028 — Черкасская Конопелька), в 4 км от ближайшей ж/д станции Суджа (линия Льгов I — Подкосылев).
В 106 км от аэропорта имени В. Г. Шухова (недалеко от Белгорода).